# Zambia op de Olympische Zomerspelen 2016
Zambia nam deel aan de Olympische Zomerspelen 2016 in Rio de Janeiro, Brazilië. Tot de selectie behoorden zeven atleten, actief in vier verschillende sporten. Voor de vijfde maal op rij slaagden de Zambiaanse atleten er niet in om een olympische medaille te winnen. 

## Deelnemers en resultaten
(m) = mannen, (v) = vrouwen 

### Atletiek
| Olympiër          | Discipline   | Resultaat    | Prestatie                                   |
| ----------------- | ------------ | ------------ | ------------------------------------------- |
| Gerald Phiri VS   | 100 m (m)    | kwartfinale  | kwartfinale: 10.27 (4e)                     |
| Jordan Chipangama | marathon (m) | 93e          | 2:24:58 (93e)                               |
|                   |              |              |                                             |
| Kabange Mupopo    | 400 m (v)    | halve finale | series: 51.76 (2e) halve finale: 52.04 (7e) |

### Boksen
| Olympiër     | Discipline | Resultaat    | Prestatie                                  |
| ------------ | ---------- | ------------ | ------------------------------------------ |
| Benny Muziyo | –75 kg (m) | eerste ronde | eerste ronde verloor van Önder Şipal (1–2) |

### Judo
| Olympiër         | Discipline | Resultaat   | Prestatie                                                                              |
| ---------------- | ---------- | ----------- | -------------------------------------------------------------------------------------- |
| Mathews Punza VO | –66 kg (m) | derde ronde | tweede ronde won van Golan Pollack: ippon derde ronde verloor van Adrian Gomboč: ippon |

### Zwemmen
| Olympiër             | Discipline            | Resultaat | Prestatie           |
| -------------------- | --------------------- | --------- | ------------------- |
| Ralph Goveia         | 100 m vlinderslag (m) | 38e       | series: 54.84 (38e) |
|                      |                       |           |                     |
| Jade Ashleigh Howard | 100 m vrije slag (v)  | 35e       | series: 58.47 (35e) |